# SB LAG 40
O LAG 40 é um lança-granada automático de 40 mm desenvolvido e produzido na Espanha pela empresa Empresa Nacional Santa Bárbara (EN SB) (atualmente parte do European Land Systems Group da General Dynamics).

## Operadores

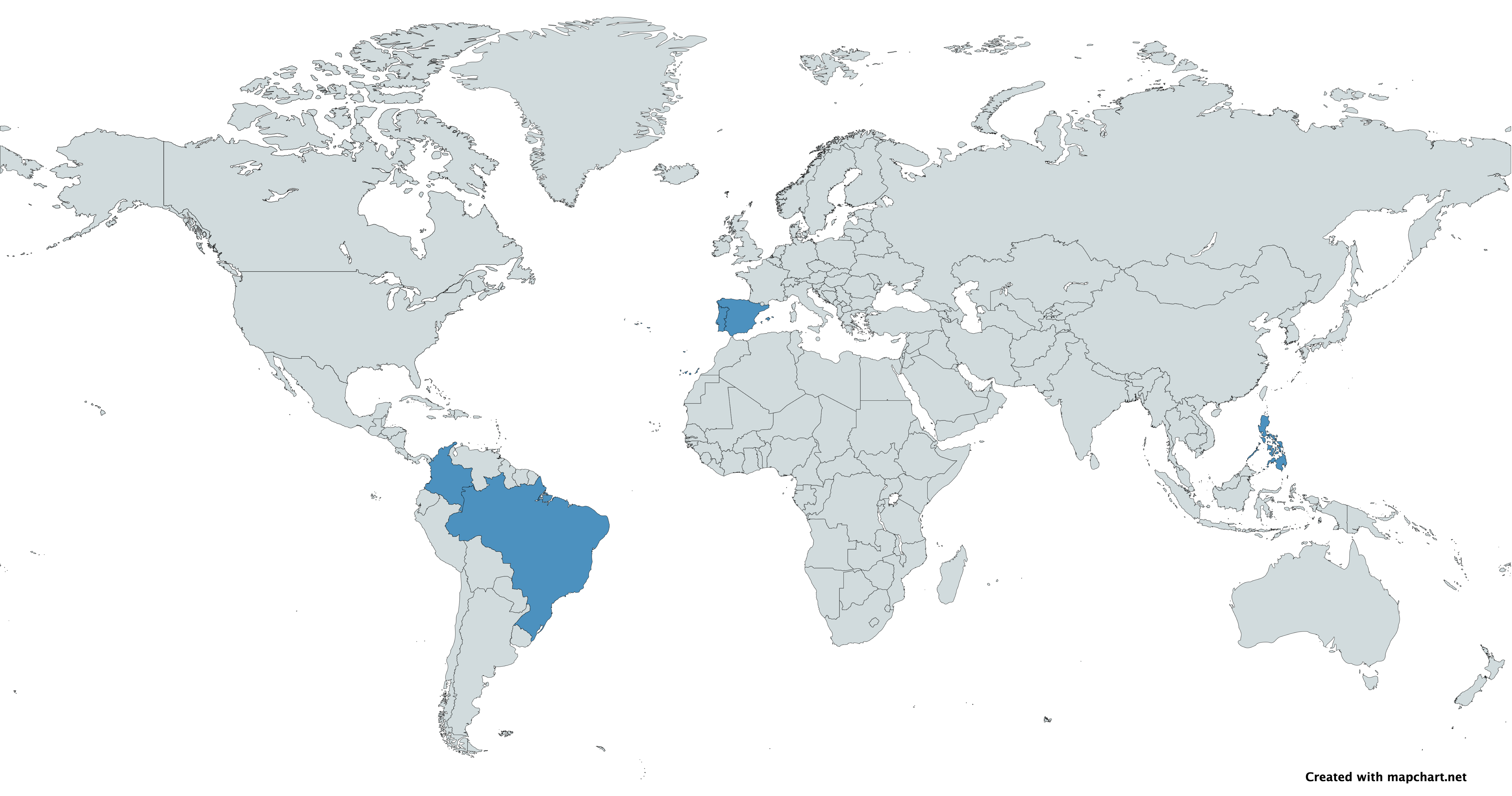
Mapa com operadores do LAG 40 em azul

- Brasil: Usado pelo Corpo de Fuzileiros Navais (montado no Piranha IIIC).[1]
- Colômbia: A Marinha da Colômbia utiliza o lança-granadas LAG 40 instalado em uma torre do barco patrulha fluvial ARC Juan Ricardo Oyola Vera.
- Filipinas: Usado pela Força de Ação Especial da Polícia Nacional das Filipinas em tripé ou montado em veículos utilitários leves, e pelo Grupo Marítimo da Polícia Nacional das Filipinas montado em embarcações de patrulha.
- Portugal: usado em carros de reconhecimento M-11D (Panhard VBL)[2]
- Espanha: Usado pelo Exército da Espanha, Fuzileiros Navais da Marinha da Espanha e Guarda Civil Espanhola.